# Phoenix (tidning)
Phoenix var en tidning för politik, litteratur och näringar utgiven från 25 november 1840 till 8 april 1843. Utgivningsort var Göteborg.

## Tryckning och pris
Tidningen trycktes hos C.M. Ekbohrns boktryckeri med antikva som typsnitt. Tidningen kom under  första månaden ut 2 dagar i veckan, onsdagar och lördagar, och  därefter tre gånger i veckan, måndag, onsdag och lördag, från 21 Dec. 1840 till 17 Jan 1842, därefter endast på lördagar. Tidningen hade 4 sidor i folioformat med 3 spalter. Priset för tidningen var 6 riksdaler banko 1840 och 1841 därefter 3 riksdaler banko.

## Utgivare och redaktörer
Utgivningsbevis för Phoenix utfärdades för handlanden J. P. Redec 15 september 1840. Tidningen utgjorde en fortsättning av Göthen, vars utgivande hade upphört 1839.Bakgrundshistorien var att 1836 I juni  hade Ekbohrn inträtt som ansvarig utgivare för tidningen Göthen, suppleant för Göteborgs f. d. Handels- och sjöfarts-tidning, medan samtidigt Handelstidningen nyordnades. Under denna tid hade Ekbohrn även boktryckeri som han blev egenägare till 1840, där han, från 25 november 1840 utgav Phoenix, tidning för politik, litteratur; och näringar. Under den bekanta Straussdebatten, då en svensk bearbetning av D. F. Strauss' Leben Jesu utkommit och åtalats, gjorde Ekbohrn 1841 i sin tidning några inlägg, som stod den skånska prästliberalismen nära. Han ogillade åtalet och processförfarandet men utdömde tillika kraftigt bearbetningen, ehuru han ansåg, att utgivandet medfört fördelen av diskussion i ämnet. Tidningen Phoenix måste, efter tryckfrihetsåtal och dom, nedläggas i april 1843. Boktryckaren och filosofie doktor Carl Magnus Ekbohrn. redigerade Phoenix 1840-1843. Det var en artikel, författad av Assar Lindeblad i Phoenix 24 december 1842, angående vissa förhållanden inom Lunds stifts prästerskap senare avtryckt i Skånska Correspondenten, som gav anledning till tryckfrihetsåtal mot den senare tidningen samt densammas fällande.  P. G Ahnfelt skriver om händelsen i Studentminnen II: sidan 262 och följande. Ekbohrn erhöll 1843 april av justitieministerns ombud i Göteborg tillstånd att sluta att ge ut tidningen, eftersom det för Redec utfärdade utgivningsbeviset upphört att gälla, sedan han utan pass 1842 rest till Frankrike. I stället utgavs tidningen  Göthen den Femtonde från 15 april till 9 december 1843. I Göthen den Femtondes första nummer lämnas en redogörelse för detta.